# Неволько В'ячеслав Анатолійович
Неволько Вячеслав Анатолійович — професор фінансового та банківського права, доктор філософії в галузі права, інвестиційний директор, експерт з реформування виконавчої влади, громадський і політичний діяч, меценат.

## Освіта
- Вища освіта, спеціальність «Автоматика та управління в технічних системах», Київський політехнічний інститут [Архівовано 13 травня 2019 у Wayback Machine.] (1993 р.);
- Вища освіта, спеціальність «Правознавство», Міжрегіональна академія управління персоналом [Архівовано 2 липня 2019 у Wayback Machine.] (2019 р.);

## Наукові ступені, вчені звання
- доктор філософії в галузі права Міжрегіональної академії управління персоналом [Архівовано 2 липня 2019 у Wayback Machine.], 2015 р.;
- професор фінансового та банківського права Міжнародної кадрової академії, 2015 р.;
- магістр програми «Європейське парламентське право» в Українській школі законотворчості Інституту законодавства Верховної Ради України [Архівовано 23 червня 2019 у Wayback Machine.] (2015 р.).

## Трудова та наукова діяльність
- З 2015 року — професор фінансового та банківського права Міжнародної кадрової академії;
- З 2015 року — член-кореспондент і Академік Міжнародної кадрової Академії
- З 2016 року — Академік Української Технологічної Академії у сфері юриспруденції і права [Архівовано 23 червня 2019 у Wayback Machine.]

Має наукові праці в сфері банківської справи і права, у тому числі 11 монографій і 4 виступи на міжнародних публічних конференціях.

## Громадська діяльність
- У 2002 році заснував стартап щодо розвитку малого бізнесу з залученням голландських інвестицій
- У 2006 році — створив інвестиційну компанію «Хрещатик». За 5 років роботи залучено понад 300 млн долл європейських інвестицій у розвиток відновлювальних джерел енергетики в Україні.
- З 2007 року — по теперішній час — активна благодійна допомога дітям-сиротам, внутрішньо-переміщеним особам, які постраждали внаслідок російської збройної агресії на Донбасі, АТОвцям.
- У 2009 році — Голова Української республіканської партії
- З 2015 року і по теперішній час — ініціатор та засновник навчальних програм для місцевого самоврядування «Відповідальне місто»: енергоефективні проекти, екологія, соціальні інновації, інвестиційна діяльність.

## Відзнаки та нагороди
- Медаль Міністерства оборони України III–го ступеня (наказ Міноборони України від 02.03.2017 р.)
- Медаль Міністерства оборони України II–го ступеня (наказ Міноборони України від 02.09.2015 р.)
- Медаль Міністерства оборони України "Учасник бойових дій"

## Цікаві факти
Майстер спорту з лижних гонок і біатлону.